# 僕の彼女は九尾狐
僕の彼女は九尾狐（ぼくのかのじょはクミホ、朝鮮語: 내 여자친구는 구미호）は、2010年8月11日から9月30日まで韓国SBSで放送されたテレビドラマである。全16話。

## あらすじ
アクションスターを夢見る演劇科映画科の大学生チャ・テウン（イ・スンギ）は、迷い込んだチョンボ寺の掛軸に封印された狐に九本の尻尾を描いてしまい、500年以上閉じ込められていた九尾狐の封印をといてしまう。人間界に舞い戻ったミホ（シン・ミナ）はその御礼として、山中で瀕死の重傷を負ったテウンを大事な狐玉を胸に入れることで助ける。
テウンと生活をともにするうちに人間界、そしてテウンに興味を持ったミホは次第に人間になりたいと思うが、そんなミホを疎ましく思うテウンは「お願いだから消えてくれ」とミホを追い出してしまう。そんな折アクション映画への出演が決まるが、ミホを失ってしまったテウンは医者から大怪我と診断され、アクション映画の出演にドクターストップがかかる。アクション映画出演のために玉が再び必要と分かったテウンは利用しようとミホを探し出して、玉を再び胸に入れる決意をする。ミホは、パク・トンジュ（ノ・ミヌ）から、九尾狐が人間になるためには「トンジュの血を少しずつ飲んでいき、人間の気を100日間吸収した玉の気で再びミホの体へ満たせば、（人間に）なれる」と教わり、トンジュに預けた玉をテウンの元へ持って行く。
ふたりの奇妙な利害が一致して、100日間のチャ・テウンとミホのカップル生活が始まるのだが…。九尾狐だったミホがテウンと一緒に過ごすことで心身ともに人間らしく変化していくラブコメディ。

## 登場人物・キャスト

### 主要登場人物
- チャ・テウン - イ・スンギ (佐藤拓也)

主人公。漢江大学演劇科映画科学生。
- ク・ミホ - シン・ミナ (小宮山絵理)

ヒロイン。九尾狐。
- パク・トンジュ - ノ・ミヌ (茂木たかまさ)

ポクトン動物病院の獣医師。
- ウン・ヘイン - パク・スジン (植田佳奈)

テウンの演劇科先輩。

### テウンの家族
- チャ・プン - ピョン・ヒボン (中博史)

テウンの祖父。
- チャ・ミンスク - ユン・ユソン (安永亜季)

テウンの叔母。

### その他
- パン・ドゥホン - ソン・ドンイル (青山穣)

韓国最高の武術監督、アクションスクール運営、ソンニョの父。
- パン・ソンニョ - ヒョミン(T-ARA) (有賀由衣)

ドゥホンの一人娘。
- キム・ビョンス - キム・ホチャン

テウンの演劇映画科友人。
- ムン室長 - シン・ゴウン

ヘインが所属する大手芸能企画会社室長。
- カン女史 - イ・ジョンナム
- ユ・テジュン - ソン・チャンフン

ポクトン動物病院の職員。
- キルダル - シン・ミナ

女性の姿をした幽霊。
- 警察官 - イ・スグン

第4話カメオ出演。
- 美大生 - ユイ

第5話カメオ出演。
- コ・ミニョ - パク・シネ

テウンの高校時代の後輩、第6話カメオ出演。
- ジェルミ - イ・ホンギ（FTisland）

第16話カメオ出演。

## スタッフ
オリジナル
- 監督：プ・ソンチョル
- 脚本：ホン・ジョンウン、ホン・ミラン
- 制作：ボン・ファクトリー

日本語版
- 日本語版台本：松田順子
- 演出：伊達康将
- 録音・調整：東北新社
- 制作・著作：「僕の彼女は九尾狐〈クミホ〉」製作委員会（TBS、TCエンタテインメント、MBS、TBSラジオ&コミュニケーションズ）

## 韓国国外での放送

### 日本
| 放送対象地域 | 放送局           | 放送期間                 | 放送日時                              | 備考                |
| ------------ | ---------------- | ------------------------ | ------------------------------------- | ------------------- |
| 全国放送     | TBSチャンネル    | 2011年1月8日 - 4月30日   | 土曜 23:00 - 24:00                    | 字幕・カット版      |
| 近畿広域圏   | 毎日放送         | 2011年3月15日 - 6月27日  | 月曜 26：50 - 27：50                  | 字幕/二ヶ国語放送   |
| 関東広域圏   | TBS              | 2011年3月25日 - 4月15日  | 月-金曜 10:05 - 11:00                 | 同上                |
| 宮崎県       | 宮崎放送         | 2011年4月1日 - 7月22日   | 金曜 24:55 - 25:50                    | 二ヶ国語放送        |
| 青森県       | 青森テレビ       | 2011年4月27日 - 5月19日  | 月-金曜 14:50 - 15:45                 | 同上                |
| 山梨県       | テレビ山梨       | 2011年5月11日 - 6月1日   | 月-金曜 9:55 - 10:50                  | 同上                |
| 熊本県       | 熊本放送         | 2011年5月31日 - 6月22日  | 月-金曜 14:00 - 14:55                 | 同上                |
| 鹿児島県     | 鹿児島読売テレビ | 2011年5月31日 - 6月21日  | 月-金曜 16:53 - 17:50                 | 同上・唯一TBS系列外 |
| 全国放送     | BS-TBS           | 2011年9月16日 - 11月18日 | 金曜 19:00 - 19:54 金曜 20:00 - 20:54 | 字幕/二ヶ国語放送   |
| 大分県       | 大分放送         | 2012年11月1日 - 11月22日 | 月-金曜 14:55 - 15:55                 | 同上                |

### 事前番組
『イ・スンギ in「僕の彼女は九尾狐」独占密着SP』
- 初回放送日：2011年1月2日 22:30 - 23:00 （TBSチャンネル）
- 内容：ドラマ本編の見どころや撮影風景の紹介、主演2人のインタビューなど
- スタッフ/ ナレーター：満仲由紀子、構成：イ・ウニョン、林田晋一、ディレクター：イ・ドンファン、宮本稔（オイコーポレーション）、プロデューサー：矢島公紀（TBS）、制作協力：CS MEDIA、Oi CORPORATION、製作著作：TBS